# George Lawson Milne
Pour les articles homonymes, voir Milne.
Cet article possède un paronyme, voir George Milne.
George Lawson Milne (19 avril 1850-13 mars 1933) est un homme politique canadien de la Colombie-Britannique. Il est député provincial indépendant de la circonscription britanno-colombienne de Victoria City de 1890 à 1894,.

## Biographie
Né à Garmouth dans le Moray en Écosse, Milne arrive au Canada en 1857. Il étudie à Meaford (en) dans le Canada-Ouest (Ontario) et à la Toronto School of Medecine. Il travaille comme inspecteur médical et agent d'immigration pour le gouvernement fédéral, ainsi que comme juge de paix à Victoria.
Milne meurt à Victoria en mars 1933 à l'âge de 82 ans.